# Plesiobatis daviesi
Plesiobatis daviesi е вид акула от семейство Plesiobatidae. Видът не е застрашен от изчезване.

## Разпространение и местообитание
Разпространен е в Австралия (Западна Австралия, Куинсланд и Нов Южен Уелс), Индия, Индонезия, Китай, Мозамбик, САЩ (Хавайски острови), Южна Африка (Квазулу-Натал) и Япония.
Обитава крайбрежията на морета и заливи в райони с тропически климат. Среща се на дълбочина от 185 до 769 m, при температура на водата от 5,9 до 12,7 °C и соленост 34,1 – 35 ‰.

## Описание
На дължина достигат до 2,7 m.